# 유민상 (야구인)
유민상(柳旻相, 1989년 4월 13일 ~ )은 전 KBO 리그 KIA 타이거즈의 내야수, 지명타자이자 현 KBO 리그 롯데 자이언츠의 잔류군 타격코치이다. 그의 아버지는 전 KBO 리그 빙그레 이글스의 포수인 유승안이고, 그의 형은 전 KBO 리그 kt 위즈의 투수인 유원상이다.

## 두산 베어스시절
2012년에 입단하였다.

## 경찰 야구단시절
2012년 시즌 후 입대했다. 2014년에 북부 리그 타점왕을 차지했다.
2014년 9월 26일에 제대했다.

## 두산 베어스복귀
2015년 4월 21일 넥센 히어로즈전을 앞두고 1군에 처음 등록됐고 4월 26일 KIA 타이거즈전에서 데뷔 첫 타점이자, 끝내기 희생타로 팀의 승리에 기여했다.

## kt 위즈시절
2016년 5월 14일, 당시 kt 위즈 소속이었던 노유성과 1:1 트레이드로 이적하였다. 팀에서 좌타 1루수 보강 차원에서 그를 영입했다고 밝혔다.

## KIA 타이거즈시절
2018년 KBO 리그 2차 드래프트를 통해 이적하였다. 그의 형인 유원상도 2018년 KBO 리그 2차 드래프트를 통해 LG 트윈스로 이적하였다. 2021년 시즌 끝으로 방출됐다.

## 출신 학교
- 윌리캐넌초등학교
- 잠신중학교
- 서울고등학교
- 연세대학교

## 통산 기록
| 연도 | 팀명  | 타율  | 경기 | 타수 | 득점 | 안타 | 2루타 | 3루타 | 홈런 | 루타 | 타점 | 도루 | 도실 | 볼넷 | 사구 | 삼진 | 병살 | 실책 |
| ---- | ----- | ----- | ---- | ---- | ---- | ---- | ----- | ----- | ---- | ---- | ---- | ---- | ---- | ---- | ---- | ---- | ---- | ---- |
| 2015 | 두산  | 0.263 | 15   | 38   | 5    | 10   | 1     | 0     | 1    | 14   | 6    | 1    | 0    | 5    | 1    | 9    | 1    | 0    |
| 2016 | KT    | 0.282 | 95   | 213  | 30   | 60   | 12    | 1     | 4    | 86   | 37   | 1    | 1    | 25   | 9    | 39   | 8    | 5    |
| 2017 | KT    | 0.233 | 15   | 30   | 4    | 7    | 1     | 0     | 1    | 11   | 2    | 1    | 0    | 2    | 1    | 8    | 1    | 0    |
| 2018 | KIA   | 0.271 | 31   | 48   | 9    | 13   | 2     | 1     | 3    | 26   | 14   | 0    | 0    | 8    | 0    | 14   | 3    | 0    |
| 2019 | KIA   | 0.291 | 61   | 175  | 23   | 51   | 15    | 0     | 5    | 81   | 26   | 0    | 0    | 24   | 3    | 35   | 6    | 3    |
| 2020 | KIA   | 0.246 | 126  | 391  | 38   | 96   | 23    | 0     | 8    | 143  | 65   | 0    | 0    | 53   | 6    | 80   | 14   | 9    |
| 2021 | KIA   | 0.233 | 24   | 60   | 7    | 14   | 2     | 0     | 1    | 19   | 6    | 0    | 0    | 8    | 6    | 18   | 1    | 0    |
| 통산 | 7시즌 | 0.263 | 367  | 955  | 116  | 251  | 56    | 2     | 23   | 380  | 156  | 3    | 1    | 125  | 26   | 203  | 34   | 17   |